# Iastrubtsí
Iastrubtsí (en (ucraïnès): Яструбці) és un poble de la República Autònoma de Crimea a Ucraïna, que el 2014 tenia 240 habitants. Pertany al districte rural de Djankoi. Fins al 1948 la vila es deia Toguntxí.